# Sabal minor
Sabal minor là loài thực vật có hoa thuộc họ Arecaceae. Loài này được (Jacq.) Pers. miêu tả khoa học đầu tiên năm 1805.

## Hình ảnh

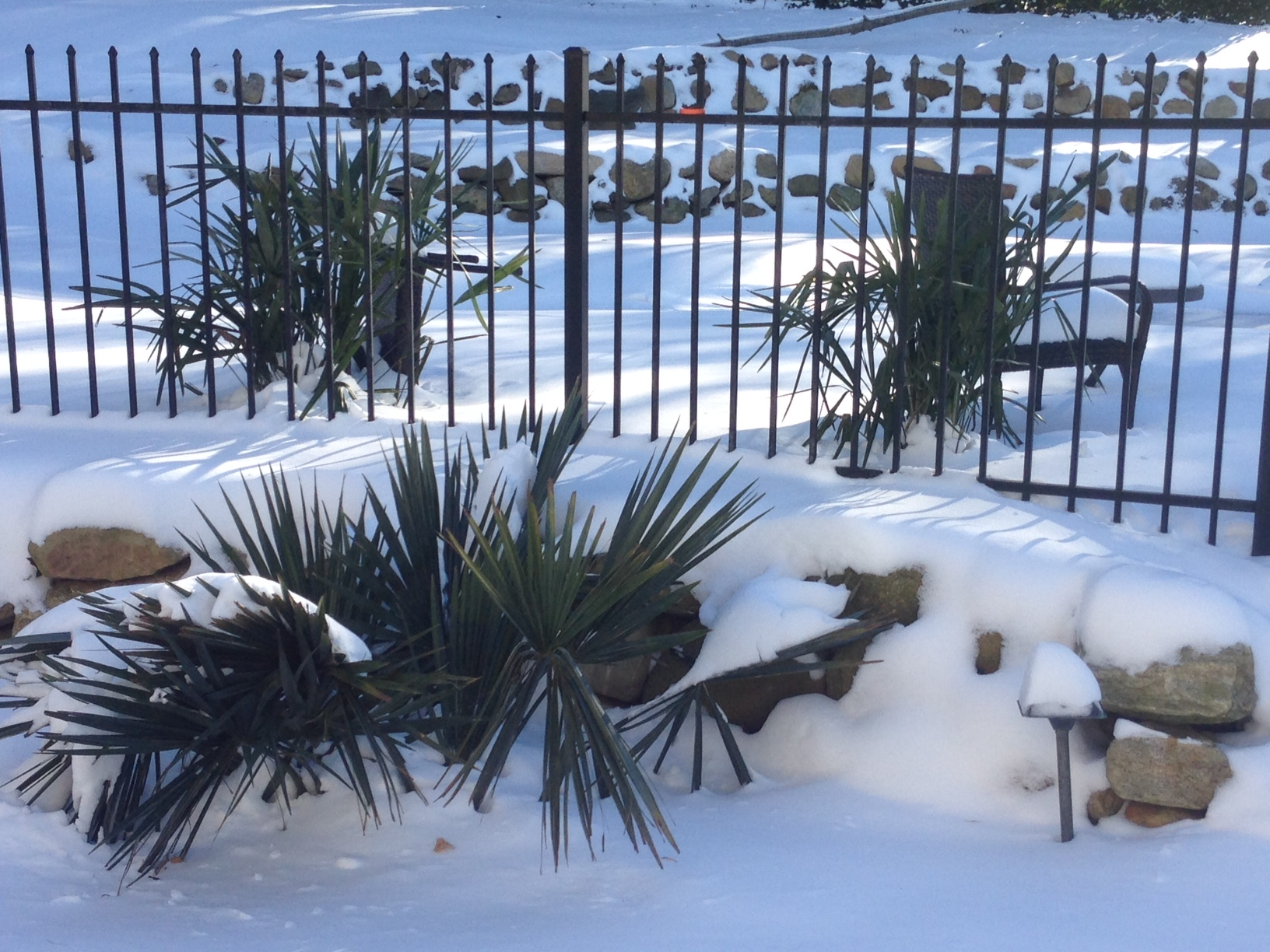
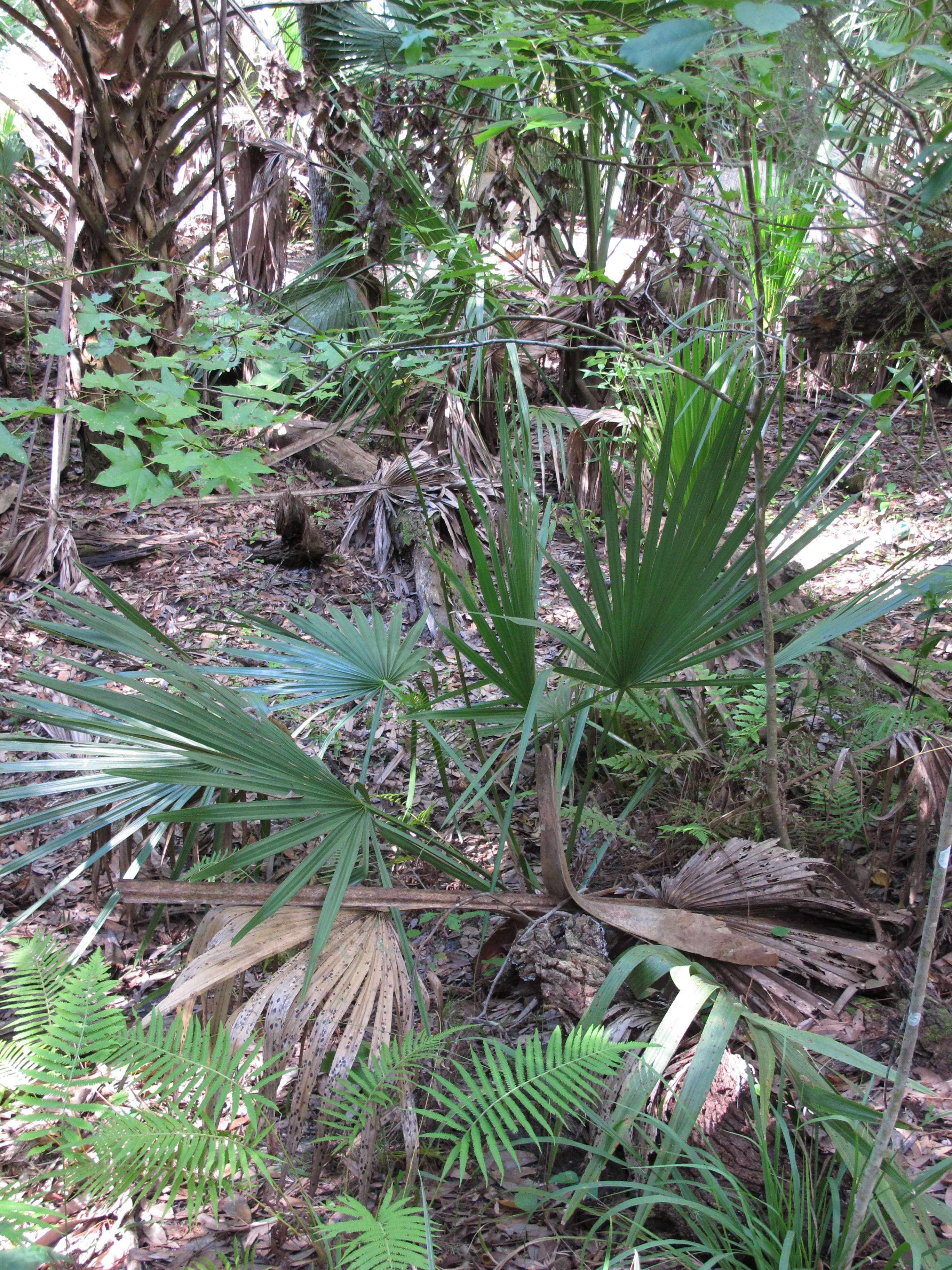
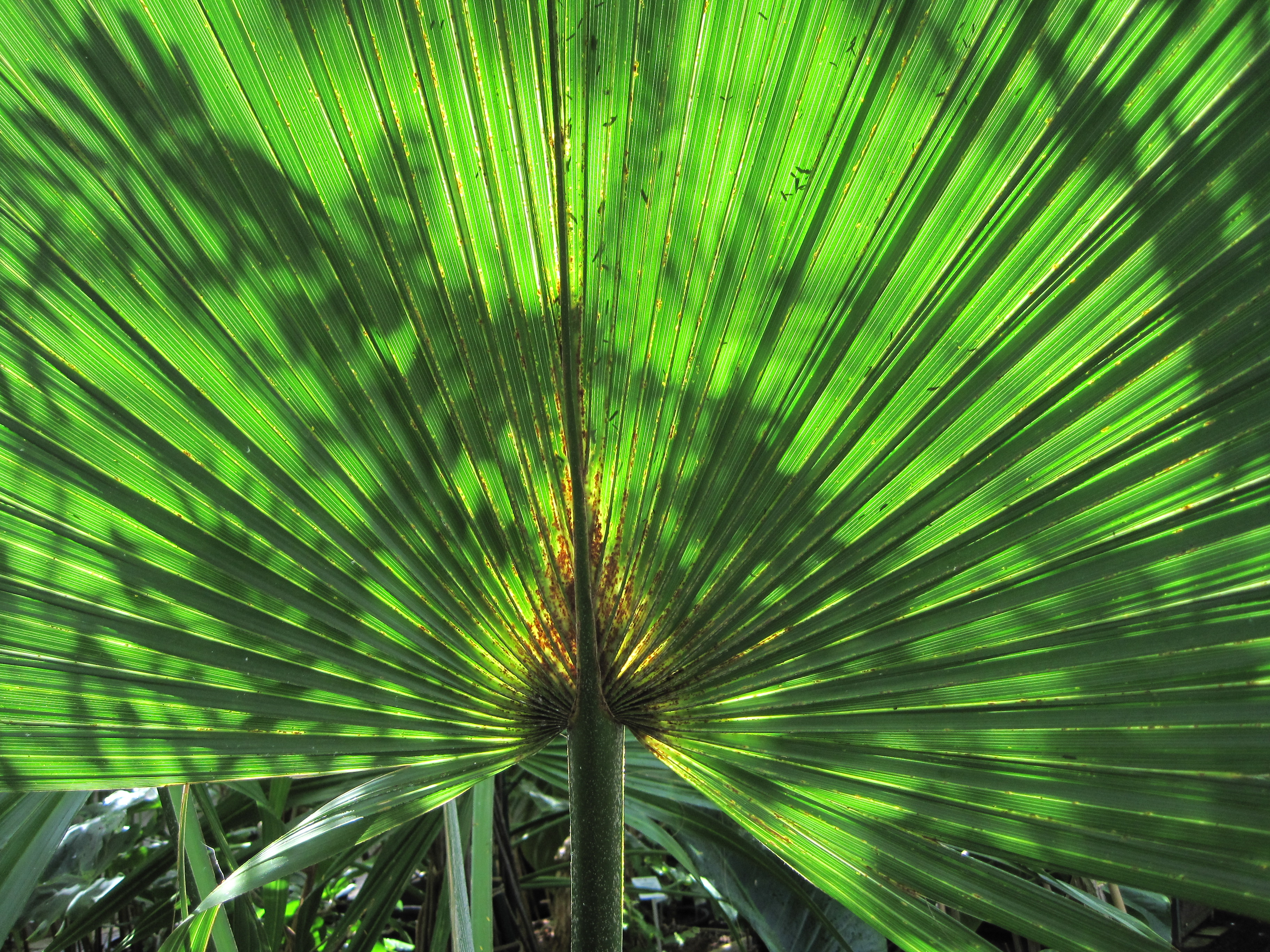
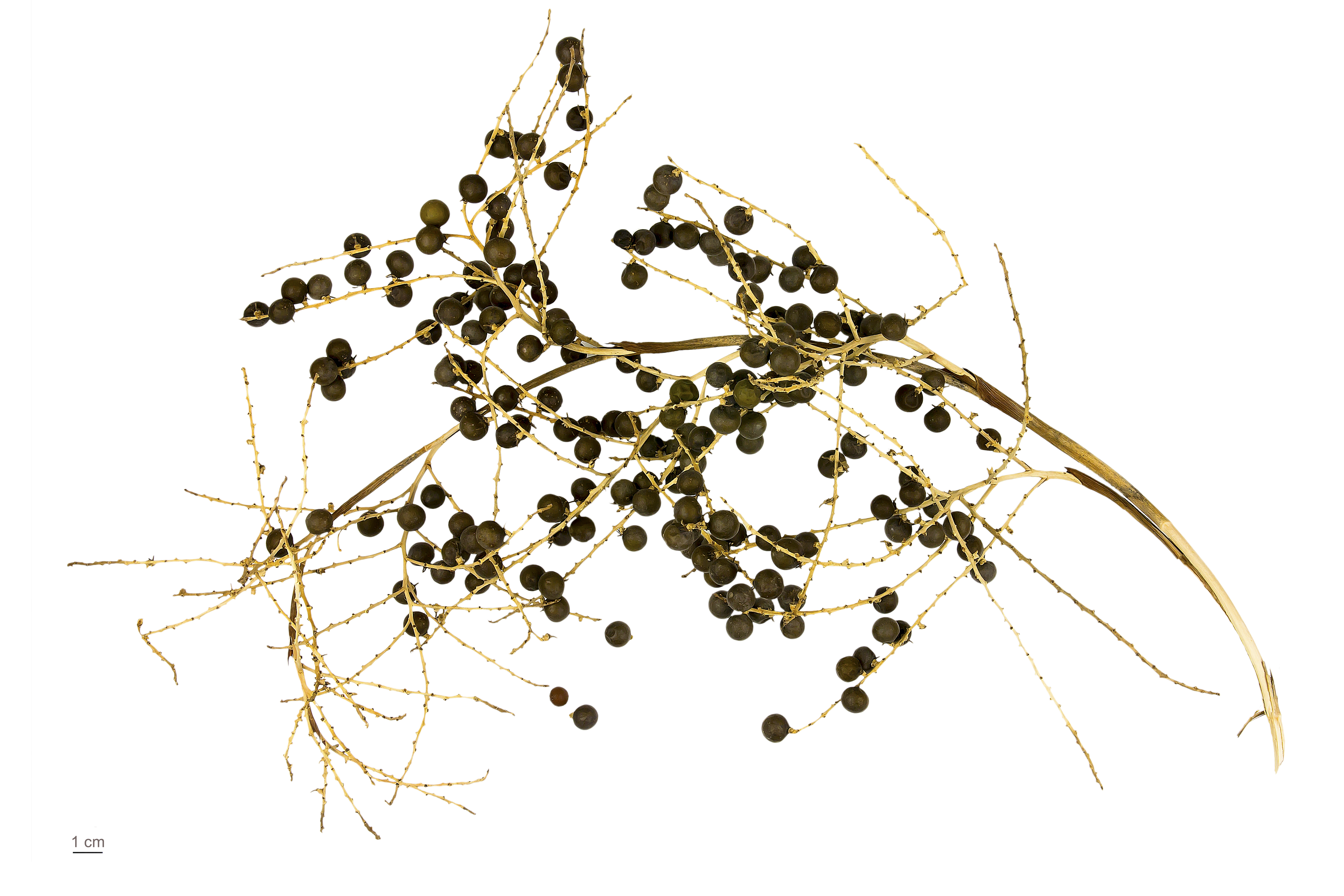
Sabal minor - Museum specimen